# Alexander City
La ville d’Alexander City est située dans le comté de Tallapoosa, dans l’État de l’Alabama, aux États-Unis. Sa population s’élevait à 14 875 habitants lors du recensement de 2010, estimée à 14 467 habitants en 2018, ce qui en fait la localité la plus peuplée du comté.
Le maire de la ville d'Alexander City est James Douglas Nabors.

## Démographie
| 1880 | 1890 | 1900  | 1910  | 1920  | 1930  | 1940  | 1950  |
| ---- | ---- | ----- | ----- | ----- | ----- | ----- | ----- |
| 796  | 679  | 1 061 | 1 710 | 2 293 | 4 519 | 6 640 | 6 430 |

| 1960   | 1970   | 1980   | 1990   | 2000   | 2010   | - | - |
| ------ | ------ | ------ | ------ | ------ | ------ | - | - |
| 13 140 | 12 358 | 13 807 | 14 917 | 15 008 | 14 875 | - | - |

## Source
- (en) Cet article est partiellement ou en totalité issu de l’article de Wikipédia en anglais intitulé « Alexander City, Alabama » (voir la liste des auteurs).

1. ↑  « Statistiques des États-Unis - Profils des communautés de 2010 - Alexander City » (consulté en septembre 2020)